# Немецкий алфавит
Неме́цкий алфави́т — алфавит на латинской основе, применяемый в письме на немецком языке.
Состоит из 26  латинских букв: A a, B b, C c, D d, E e, F f, G g, H h, I i, J j, K k, L l, M m, N n, O o, P p, Q q, R r, S s, T t, U u, V v, W w, X x, Y y, Z z. Помимо них, в немецком алфавите присутствуют три умляута (Ä ä, Ö ö, Ü ü) и лигатура ß. Последние подчиняются алфавитному порядку, то есть в словарях следуют сразу после A a, O o, U u и удвоенной ss, соответственно. В отдельных случаях применяются дополнительные варианты букв, но это характерно лишь для некоторых диалектов и, в частности, для слов иностранного происхождения, использующихся в немецком языке.

## Транскрипция
Ниже представлена таблица, в которой даны основные правила чтения и диктовки немецких букв.
| Буква | Название   | Диктовка по DIN 5009 (немецкий телефонный алфавит) | Звук           | Пример                   | Примечания |
| ----- | ---------- | -------------------------------------------------- | -------------- | ------------------------ | --- |
| A a   | [aː]       | Anton                                              | /a/, /a:/      | Band, Tag                | После i и j слышится как ja — Maria; ai — дифтонг /aɪ̯/ («ай»); ae — слышится ä; au — дифтонг /aʊ̯/; удвоенное aa может читаться долго — Haar («волосы»).                                                                          |
| Ä ä   | [ɛː]       | Ärger                                              | /ε/, /ε:/      | Hände, Ähre              | Перед u — дифтонг /ɔʏ̯/ (оу). |
| B b   | [beː]      | Berta                                              | /b/            | Bruder                   | |
| C c   | [tseː]     | Cäsar                                              |                | Creme                    | Встречается в сочетании с другими буквами: с h образует буквосочетание ch, слышимое как /x/ или /ç/; ck — /k/; в chs — /ks/; sch — /ʃ/; tsch — /ч/; редко одна c слышится как /t͡s/ (перед e, i); в начале слов читается как /k/. |
| D d   | [deː]      | Dora                                               | /d/            | ausdenken                | |
| E e   | [eː]       | Emil                                               | /ε/, /ə/, /e:/ | kennen, bekannt, See     | ie — /i:/, oe — /ø:/; ei, ey, ai, ay — дифтонг /aɪ̯/. |
| F f   | [ɛf]       | Friedrich                                          | /f/            | Fracht                   | Такой же звук даёт немецкая буква v. |
| G g   | [geː]      | Gustav                                             | /g/, /ʒ/, /ç/  | gut, Genie, König        | |
| H h   | [haː]      | Heinrich                                           | /h/            | heute                    | Часто h вообще не читается, например, между гласными и в конце слова — gehen (разделяет две e, и в этом слове они читаются раздельно, а не как один долгий звук; «ходить»), weh («воспалённый, больной»).                        |
| I i   | [iː]       | Ida                                                | /ı/, /i:/      | bitten, Vieh             | В ie — /i:/; ei, ai — /aɪ̯/. |
| J j   | [jɔt]      | Jakob                                              | /j/, /ʒ/       | jung, Journalist         | |
| K k   | [kaː]      | Konrad                                             | /k/            | Kette                    | В буквосочетании ck — /k/. |
| L l   | [ɛl]       | Ludwig                                             | /l/            | Flöte                    | |
| M m   | [ɛm]       | Martha                                             | /m/            | Stimme                   | |
| N n   | [ɛn]       | Nordpol                                            | /n/            | senden                   | |
| O o   | [oː]       | Otto                                               | /ɔ/, /o:/      | offen, Kohl              | В буквосочетании oe — /ø:/. |
| Ö ö   | [øː]       | Ökonom                                             | /œ/, /ø:/      | Österreich, zwölf, schön | |
| P p   | [peː]      | Paula                                              | /p/            | Punkt                    | pf — аффриката /p͡f/. |
| Q q   | [kuː]      | Quelle                                             |                | Quadrat                  | В сочетании qu — /kv/. |
| R r   | [ɛr]       | Richard                                            | /r/            | Drache                   | |
| S s   | [ɛs]       | Samuel (до 1934 — Siegfried)                       | /s/, /z/       | Bus, sehen               | В sp и st — /ʃ/; sch — /ʃ/. |
| ẞ ß   | [ɛs’t͡sɛt]  | Eszett                                             | /s/            | heiß                     | Стоит в середине или конце слова и читается как обычный звук /s/. |
| T t   | [teː]      | Theodor                                            | /t/            | Platte                   | |
| U u   | [uː]       | Ulrich                                             | /ʊ/, /u:/      | unten, Uhr               | au — /aʊ̯/, eu, äu — /ɔʏ̯/. |
| Ü ü   | [yː]       | Übermut                                            | /ʏ/, /y:/      | Übung, küssen, Überhaupt | |
| V v   | [faʊ]      | Viktor                                             | /f/, /v/       | Vater, Vase              | |
| W w   | [veː]      | Wilhelm                                            | /v/            | Wolken                   | |
| X x   | [iks]      | Xanthippe                                          |                | Xylophon                 | Даёт звукосочетание /ks/ — Max. |
| Y y   | ['ʏpsilɔn] | Ypsilon                                            | /ʏ/, /y:/, /j/ | Ypsilon, Typ, Yacht      | |
| Z z   | [t͡sɛt]     | Zacharias (до 1934 — Zeppelin)                     | /t͡s/           | dreizehn                 | |

## Немецкая письменность
Первые источники немецкой письменности относятся ещё к древневерхненемецкому периоду развития немецкого языка или даже ранее. Практически до XII века существовала руническая письменность, которая позднее была полностью вытеснена латиницей. В XV—XVI веках популярностью пользовался шрифт швабахер (Schwabacher), входящий в группу готических шрифтов.
Готическим письмом немецкие буквы писались практически до начала XX века — в частности, возникшей в XVII—XVIII вв. фрактурой (Fraktur). С конца XIX века широкое распространение получает антиква, но официально она признаётся только после Ноябрьской революции в 1918 году. Антиква считалась более простым и легко воспринимаемым шрифтом, нежели ломаное готическое письмо. В 1920-е — 1930-е годы хождение получил шрифт Зюттерлина (Sütterlinschrift).
Фрактура
В гитлеровской Германии вновь были предприняты попытки возродить старый шрифт империи, который также использовался в нацистской пропаганде: считалось, что такой вид письма отражает характер истинных немцев. Однако это дело не имело успеха по двум причинам: во-первых, Гитлер опасался влияния на гарнитуру литер еврейского квадратного письма; во-вторых, чтение надписей на фрактуре было во многом затруднено. Сегодня используется обычный печатный набор букв; прежние же шрифты используются лишь в декоративных целях — например, на вывесках магазинов.
Заглавная буква эсцет (ẞ) не входила в официальную немецкую орфографию до 2017 года. Сегодня в Швейцарии и Лихтенштейне эта буква больше не используется, вместо неё пишется ss. Если буквы с умлаутом недоступны на клавиатуре, необходимо писать ae, oe, ue. В кроссвордах любой немецкий умлаут заменяется соответствующими двумя буквами: AE, OE, UE, SS вместо Ä, Ö, Ü, ẞ.

## Немецкий телефонный алфавит
Немецкий телефо́нный алфави́т (нем. Diktierregeln) — фонетический алфавит, появившийся в 1903 году и используемый для произнесения «по буквам» слов немецкого языка при разговоре по телефону или по любительской радиосвязи. Интересно отметить наличие отдельного кода для лигатуры ß и диграфа ch.
- Sch — Schule.
- Ch — Charlotte.

В мореплавании используется немецкая версия. Тем не менее, в настоящее время в авиации и военном деле используется международная версия фонетического алфавита, а не немецкая.